# Hans Stefan Seifriz
Hans Stefan Seifriz (* 28. Januar 1927 in Bremen; † 26. Februar 2020 ebenda) war ein deutscher Politiker (SPD). Er war von 1961 bis 1970 Mitglied des Deutschen Bundestages, von 1969 bis 1979 Mitglied des Senats der Freien Hansestadt Bremen und von 1979 bis 1987 Mitglied der Bremischen Bürgerschaft.

## Ausbildung und Beruf
Seifriz machte nach der Volksschule eine kaufmännische Lehre bei der Bremer Zeitung. Er bildete sich in Kursen der Abendschule fort und leistete während des Zweiten Weltkriegs zunächst Ersatzdienst im Städtischen Quartieramt und in der Kinderlandverschickung, später als Sanitäter im Kriegsdienst sowie bei der Waffen-SS. Nach Entlassung aus der Kriegsgefangenschaft im Juni 1946 absolvierte er eine Ausbildung zum Journalisten und arbeitete anschließend bei verschiedenen Bremer Tageszeitungen als Redakteur. Von 1958 bis 1962 wirkte er als Geschäftsführer der Bremer Volkshochschule und des Bildungswerks Arbeit und Leben.

## Politik

### In der Zeit des Nationalsozialismus
Von 1937 bis 1944 war er in der HJ und dort 1944 Kameradschaftsführer für Werbung.
Am 24. Januar 1944 beantragte er die Aufnahme in die NSDAP und wurde zum 20. April desselben Jahres aufgenommen (Mitgliedsnummer 9.753.363). Er war Mitglied der Waffen-SS.

### Mitgliedschaft in der SPD
Im November 1947 wurde Seifriz aufgrund der Jugendamnestie als „nicht betroffen“ entnazifiziert. Nach dem Krieg wurde Seifriz Mitglied der SPD. Er gehörte zunächst dem Bremer Landesvorstand der Sozialistischen Jugend Deutschlands und später dem Bremer SPD-Landesvorstand an.

### Mitglied des Deutschen Bundestages
Vom 17. Oktober 1961 bis zum 6. Januar 1970 war Seifriz Mitglied des Deutschen Bundestages. Er wurde dreimal in Folge für die SPD im Wahlkreis Bremen-West direkt gewählt. In der 4. Wahlperiode (1961–1965) war er ordentliches Mitglied in den Ausschüssen für Familien- und Jugendfragen und für Verkehr, Post- und Fernmeldewesen sowie stellvertretendes Mitglied im Ausschuss für Kulturpolitik und Publizistik. In der 5. Wahlperiode (1965–1969) war er ordentliches Mitglied im Verkehrsausschuss und ab dem 21. Juni 1967 dessen Vorsitzender. In der 6. Wahlperiode (1969–1972) gehörte Seifriz als ordentliches Mitglied dem Ausschuss für Verkehr und für das Post- und Fernmeldewesen an. Nach seiner Wahl in den Bremer Senat legte Seifriz sein Bundestagsmandat nieder. Parallel zu seiner Mitgliedschaft im Bundestag war Seifriz vom 29. November 1961 bis zum 1. Oktober 1967 vom Deutschen Bundestag gewähltes Mitglied des Europäischen Parlaments.

### Senator in Bremen
Vom 3. Dezember 1969 bis zum 25. Juni 1979 amtierte Seifriz als Senator für das Bauwesen der Freien Hansestadt Bremen. In seiner Zeit erfolgte ein wesentlicher Umbruch in der Baupolitik der Stadt Bremen. 1971 veröffentlichte er als Bausenator das „Stadtentwicklungsprogramm Bremen“, in dem noch von einem Anstieg der Bremer Bevölkerung von 600.000 auf 800.000 Einwohner ausgegangen wurde. Im „Hauptverkehrslinienplan“ verlief die sogenannte Mozarttrasse als Stadtautobahn noch durch die Ortsteile Ostertor und Buntentor, die sogenannte Werderlandtrasse durch das Werderland in Burglesum sowie die Straße Schwachhauser Ring durch den Bürgerpark. Die zu hoch gegriffene Prognose der Bevölkerungsentwicklung und die Planung der Verkehrstrassen wurden vom Bausenator zurückgezogen, stattdessen wurde der Ausbau der Stadtbahn verstärkt. Seifriz wurde als glückloser Senator bezeichnet, da seine Änderungen der Baupolitik oft erst auf Druck der politischen Basis im Lande erfolgten.
Nach dem Bruch der sozialliberalen Koalition in Bremen und dem Ausscheiden der drei FDP-Senatoren am 1. Juni 1971 amtierte Hans Stefan Seifriz für sechs Monate in der Nachfolge von Ulrich Graf (FDP) auch als Senator für Justiz und Verfassung und Senator für kirchliche Angelegenheiten. Beide Ämter gab er im Zuge der Regierungsneubildung am 15. Dezember 1971 wieder ab. Nachdem Karl-Heinz Jantzen (SPD) am 4. September 1978 aus dem Bremer Senat ausschied, wurde Seifriz bis zur Amtsübernahme des neuen Senators für Finanzen Henning Scherf (SPD) am 27. September 1978 mit der Wahrnehmung der Geschäfte des Finanzressorts beauftragt.
Im Vorfeld der Bremer Bürgerschaftswahl 1979 warf das der CDU nahestehende Wochenblatt Weser-Report Seifriz vor, er habe 1944 als 17-Jähriger in der Bremer Zeitung Naziparolen geschrieben. Seifriz hatte sich von diesen Artikeln bereits bei seinem Antrag auf Zulassung zur Journalistenausbildung Ende der 1940er Jahre und 1961 bei seiner Nominierung als Bundestagskandidat distanziert und sich entschuldigt; trotzdem trat er am 25. Juni 1979 als Senator zurück und veröffentlichte den Kommentar „Mein Rücktritt ist nicht das Ergebnis erneuter Vergangenheitsbewältigung. Er hat ausschließlich das Ziel, meiner Partei im Wahlkampf den Rücken freizuhalten“.
Der Bremer Bürgermeister Hans Koschnick (SPD) erklärte, dass sich der Senat voll vor Stefan Seifriz gestellt habe: „Ich bin nicht bereit zu akzeptieren, daß über Angehörige jener Jahrgänge wegen ihres Wirkens in der Hitlerjugend heute der Stab gebrochen wird. Die SPD hat diese jungen Menschen in Kenntnis ihrer Vergangenheit zur aktiven Mitarbeit im demokratischen Staat gerufen, weil wir von ihnen, die sich rückschauend ein unmittelbares Urteil über die verbrecherischen Einflüsse des NS-Staates machen konnten, ein überzeugendes Beispiel für unsere freiheitlich-demokratische Gesellschaft erwarten konnten.“ Das sei auch bei Stefan Seifriz so gewesen.
Vom 6. Januar 1970 bis zu seinem Ausscheiden aus dem Senat am 25. Juni 1979 war Hans Sefan Seifriz stellvertretendes Mitglied des Bundesrates und dort Mitglied im Ausschuss für Städtebau und Wohnungswesen.

### Bürgerschaftsabgeordneter in Bremen
Nach seinem Rücktritt als Senator nahm Seifriz das wegen seiner Senatsmitgliedschaft ruhende Bürgerschaftsmandat wieder auf, wurde bei den Bürgerschaftswahlen 1979 und 1983 erneut in die Bremische Bürgerschaft gewählt und gehörte dem Landesparlament bis zum Ende der 11. Wahlperiode am 12. Oktober 1987 an.
Seifriz war Mitgründer des Bremer Landesjugendrings und gehörte der Deutschen UNESCO-Kommission an.